# Giovanni Esarca
Giovanni Esarca (IX secolo circa – X secolo circa) è stato uno scrittore e religioso bulgaro, uno dei più importanti rappresentanti della Scuola di letteratura di Preslav; considerevole il suo apporto allo sviluppo della letteratura bulgara dell'epoca.

## Biografia
Giovanni Esarca, assieme a Costantino di Preslav ed a Hrabăr fu tra i primi scrittori bulgari; grazie alle sue opere il paleoslavo si estese in tutti i Balcani, tra i Valacchi e nel X secolo tra i russi. Le opere di questi scrittori bulgari si rivestirono di connotati panslavi: infatti le opere di Costantino di Prelav e di Giovanni l'Esarca si diffusero presto in Russia e in Serbia.
Le notizie sulla vita di Giovanni Esarca sono scarse. La sua eredità libraria suggerisce che possedesse un'eccellente conoscenza della lingua greca, quindi si ipotizza che ricevette una educazione e una istruzione nella città bizantina di Costantinopoli.
Alcuni storici della letteratura affermano che Giovanni Esarca studiò nella capitale Costantinopoli insieme al futuro sovrano bulgaro Simeone I. Secondo alcuni studiosi, il suo soprannome di "Esarca" significa che era un arcivescovo della Chiesa bulgara; secondo altri, questo non è il titolo di un vescovo.
Giovanni Esarca, nel corso della sua carriera letteraria si occupò di vari generi, sia con lavori originali sia con rielaborazioni di opere greche antiche classiche, ma è soprattutto noto per alcune prediche di argomento religioso, tre le quali Elogio di Giovanni il Teologo, Parola per Natale, Parola per l'Epifania, Parola della Candelora, Parola per l'Ascensione del Signore, Parola per la trasfigurazione, Parola per Pasqua, oltre che per due mastodontici libri: Nebesa ("I cieli") e Sestodnije ("Esamerone").
Nebesa è un rifacimento di un testo teologico scritto da Giovanni Damasceno, degno di attenzione per la lingua, che evidenzia un certo adeguamento al modello greco, oltreché per un prologo redatto da Giovanni Esarca, nel quale l'autore mostrò di aderire all'ambito culturale e religioso diffuso da Cirillo e Metodio.
Sestodnije è un testo compilativo che si ispira a fonti bizantine e descrive i sei giorni della Creazione; l'introduzione del libro, scritta da Giovanni Esarca è dedicata allo zar Simeone e illustra argomenti e problematiche bulgare contemporanee all'autore, oltre che le prime conoscenze slave sulla medicina, sull'astronomia e sulla storiografia. Inoltre l'opera è impreziosita da varie aggiunte e note di carattere religioso.